# Liburnia latifrons
Liburnia latifrons är en insektsart som beskrevs av Franz Xaver Fieber 1879. Liburnia latifrons ingår i släktet Liburnia och familjen sporrstritar. Inga underarter finns listade i Catalogue of Life.